# Лариков, Александр Иосифович
Алекса́ндр Ио́сифович Ла́риков (29 августа [10 сентября] 1890, Санкт-Петербург — 13 мая 1960, Ленинград) — российский и советский актёр театра и кино. Народный артист СССР (1956), лауреат Сталинской премии третьей степени (1951).

## Биография
Родился 29 августа (10 сентября) 1890 года в Санкт-Петербурге. В 1902 году окончил начальное городское училище в Санкт-Петербурге. В 1902—1909 годах учился в Первой Санкт-Петербургской гимназии.
В 1909—1910 годах — делопроизводитель на контроле сборов Правления Рязанско-Уральской железной дороги в Санкт-Петербурге.
Сценическую деятельность начал в 1910 году. В 1910—1916 годах — статист и артист вспомогательного состава Александринского театра, в 1916—1918 годах — артист Петроградского Лесного театра, в 1917 — Петроградского театра «Пассаж», в 1918—1919 — Петроградского Народного театра (театра райсовета Николаевской железной дороги), в 1919—1924 — Петроградского драматического театра государственного Народного дома, в 1924—1925 — театра при железнодорожном собрании КВЖД в Харбине.
С 1925 года — актёр Ленинградского Большого драматического театра (БДТ) (ныне — имени Г. А. Товстоногова), где служил до конца жизни.
Выступая в ролях классического и современного репертуара, был известен как яркий характерный актёр; наибольший успех имел в пьесах М. Горького: в театре Народного дома играл Нила в «Мещанах» и Бубнова в пьесе «На дне».
На сцене БДТ на протяжении 20 лет играл певчего Тетерева в «Мещанах», а также Левшина в спектакле «Враги». Среди лучших ролей — Глоба в пьесе К. М. Симонова «Русские люди».
В годы Велиой Отечественной войны дал не одну сотню концертов, выступая в частях Красной армии Ленинградского фронта.
Снимался в кино с 1926 года.
Член ВКП(б) с 1943 года. С 1939 по 1957 был городским депутатом Ленинграда разных уровней.
А. И. Лариков скончался 13 мая 1960 года в Ленинграде. Похоронен на Большеохтинском кладбище.

## Творчество

### Роли в театре
Театр Народного дома
- «Мещане» М. Горького — Нил
- «На дне» М. Горького — Бубнов
- «Горячее сердце» А. Островского — Павлин Павлинович Курослепов

Большой драматический театр имени М. Горького
- 1926 — «Анна Кристи» Ю. О’Нила; постановка А. Н. Лаврентьева — Мэт Берк'
- 1926 — «Азеф» A. Толстого и П. Щёголева; режиссёр А. Лаврентьев — Медников
- 1927 — «Разлом» Б. Лавренёва; режиссёр К. Тверской — боцман Швач
- 1931 — «Патетическая соната» Н. Кулиша; режиссёр К. Тверской — Гамарь
- 1932 — «Джой-стрит» («Улица Радости») Н. Зархи; режиссёр С. Морщихин — Блек Стебс
- 1933 — «Укрощение мистера Робинзона» В. Каверина; режиссёры С. Морщихин и К. Тверской — Томас Робинзон
- 1934 — «Интервенция» Л. Славина; режиссёр В. Люце — Бондаренко
- 1934 — «После бала» Н. Погодина; режиссёр С. Морщихин — дед Лагута
- 1935 — «Бесприданница» A. Островского; режиссёр С. Морщихин — Мокий Парменович Кнуров
- 1936 — «Слава» B. Гусева; режиссёр С. Морщихин — Тарас Петрович Очерет
- 1937 — «Мещане» М. Горького; режиссёр А. Дикий — певчий Тетерев
- 1938 — «Кубанцы» В. Ротко; режиссёр Б. Бабочкин — Намар Батлук
- 1939 — «Волк» Л. Леонова; режиссёры Б. Бабочкин и П. Вейсбрём — Фома Кукуев
- 1943 — «Русские люди» К. Симонова — Иван Иванович Глоба
- 1943 — «Давным-давно» А. Гладкова; режиссёр П. Вейсбрём — майор Азаров
- 1943 — «Волки и овцы» А. Островского; режиссёр Л. Рудник — Вукол Наумович Чугунов
- 1944 — «На дне» М. Горького; режиссёр Л. Рудник — Сатин
- 1944 — «Офицер флота» А. Крона; режиссёр Л. Рудник — контр-адмирал Белобров
- 1945 — «Сотворение мира» Н. Погодина; режиссёр И. С. Зонне — Кузьма Романович
- 1946 — «Под каштанами Праги» К. Симонова; режиссёр Л. Рудник — Франтишек Похазка
- 1947 — «Закон зимовки» Б. Горбатова; режиссёр В. Кожич — Степан Емельянович Грохот
- 1948 — «Враги» М. Горького; режиссёр Н. Рашевская — рабочий Левшин
- 1949 — «Егор Булычов и другие» М. Горького; режиссёр Н. Рашевская — Павлин
- 1950 — «Тайная война» В. Михайлова и Д. Самойлова; режиссёр P. Суслович — Пётр Леонтьевич Лавров
- 1950 — «Флаг адмирала» А. Штейна; режиссёр А. Соколов — светлейший князь Г. А. Потёмкин
- 1950 — «Разлом» Б. Лавренёва; режиссёры А. Соколов и И. Зонне — боцман Швач
- 1951 — «Любовь Яровая» К. Тренёва; режиссёр И. Ефремов — полковник Малинин
- 1952 — «Достигаев и другие» М. Горького; режиссёр Н. Рашевская — Губин
- 1954 — «Половчанские сады» Л. Леонова; режиссёр К. Хохлов — Адриан Тимофеевич Маккавеев
- 1956 — «Обрыв» по роману И. Гончарова; режиссёр Н. Рашевская — Нил Андреевич
- 1957 — «Метелица» В. Пановой; режиссёр М. Сулимов — Лутц
- 1957 — «Идиот» по роману Ф. Достоевского, режиссёр Г. Товстоногов — Гаврила Ардалионович Иволгин
- 1959 — «Дали неоглядные» Н. Вирты; режиссёры И. Владимиров, Р. Сирота — Отрицатель

### Фильмография
- 1922 — Отец Серафим — Степан Груздев
- 1926 — Декабристы — декабрист А. И. Якубович
- 1927 — Могила Панбурлея — Ефимыч, лакей
- 1927 — Поэт и царь — Никита, камердинер Пушкина
- 1928 — Золотой клюв — солдат
- 1936 — Концерт Бетховена — машинист Корсак
- 1937 — Возвращение Максима — старик в бильярдной
- 1937 — Женитьба — Яичница
- 1938 — Пётр Первый — старый солдат
- 1939 — Человек в футляре — Невыразимов
- 1941 — Танкер «Дербент» — начальник производства
- 1944 — Жила-была девочка — Макар Иванович
- 1944 — Морской батальон — Маркин-старший
- 1945 — Небесный тихоход — генерал авиации
- 1945 — Простые люди — Кизляков
- 1949 — Александр Попов — командир корабля
- 1952 — Разлом (фильм-спектакль) — Швач
- 1953 — Враги (фильм-спектакль) — Ефим Ефимов Левшин
- 1953 — Любовь Яровая (фильм-спектакль) — Малинин
- 1955 — Неоконченная повесть — Спирин-дед
- 1956 — Старик Хоттабыч — доктор
- 1957 — Хождение по мукам (фильм № 1 «Сёстры») — Орешников
- 1957 — Всего дороже — старик в чайной
- 1958 — Андрейка — Рублёв
- 1958 — День первый — Легковой извозчик
- 1959 — В твоих руках жизнь — сосед Насти

## Награды и звания
- Заслуженный деятель искусств РСФСР (1944)
- Народный артист РСФСР (1951)[1]
- Народный артист СССР (1956)[2]
- Сталинская премия третьей степени (1951) — за исполнение роли боцмана Швача в спектакле «Разлом» Б. А. Лавренёва
- орден Трудового Красного Знамени (1939)[источник не указан 1226 дней]
- орден Красной Звезды (22 июля 1945)[3]
- медаль «За оборону Ленинграда» (1944)[источник не указан 1226 дней]
- медаль «За доблестный труд в Великой Отечественной войне 1941—1945 гг.» (1945)[источник не указан 1226 дней]
- медаль «За победу над Германией в Великой Отечественной войне 1941—1945 гг.» (1946)[источник не указан 1226 дней]
- медаль «В память 250-летия Ленинграда» (1957)[источник не указан 1226 дней]